# Metopius comptus
Metopius comptus är en stekelart som beskrevs av Cresson 1879. Metopius comptus ingår i släktet Metopius och familjen brokparasitsteklar. Inga underarter finns listade i Catalogue of Life.